# Ricardo Flores Magón, Atlixco
Ricardo Flores Magón är en ort i Mexiko.   Den ligger i kommunen Atlixco och delstaten Puebla, i den sydöstra delen av landet, 100 km sydost om huvudstaden Mexico City. Ricardo Flores Magón ligger 1 841 meter över havet och antalet invånare är 115.
Terrängen runt Ricardo Flores Magón är kuperad åt nordost, men åt sydväst är den platt. Runt Ricardo Flores Magón är det ganska tätbefolkat, med 222 invånare per kvadratkilometer. Närmaste större samhälle är Cholula, 19,7 km nordost om Ricardo Flores Magón. Omgivningarna runt Ricardo Flores Magón är en mosaik av jordbruksmark och naturlig växtlighet.